# Rakovlje
Rakovlje – wieś w Słowenii, w gminie Braslovče. 1 stycznia 2017 liczyła 435 mieszkańców.